# 4 км (зупинний пункт, Придніпровська залізниця, Кам'янське)
4 кіломе́тр — закритий пасажирський зупинний пункт Дніпровської дирекції Придніпровської залізниці на лінії Запоріжжя-Кам'янське — Гребля між станціями Запоріжжя-Кам'янське (4 км) та Кам'янське (6 км). Розташовувався у середмісті міста Кам'янське (Південний район),Кам'янська міська рада Дніпропетровської області, вздовж Ювілейного проспекту.

## Пасажирське сполучення
Станом на жовтень 2024 року пасажирський рух зупинено повністю.